# Plattenpanzer

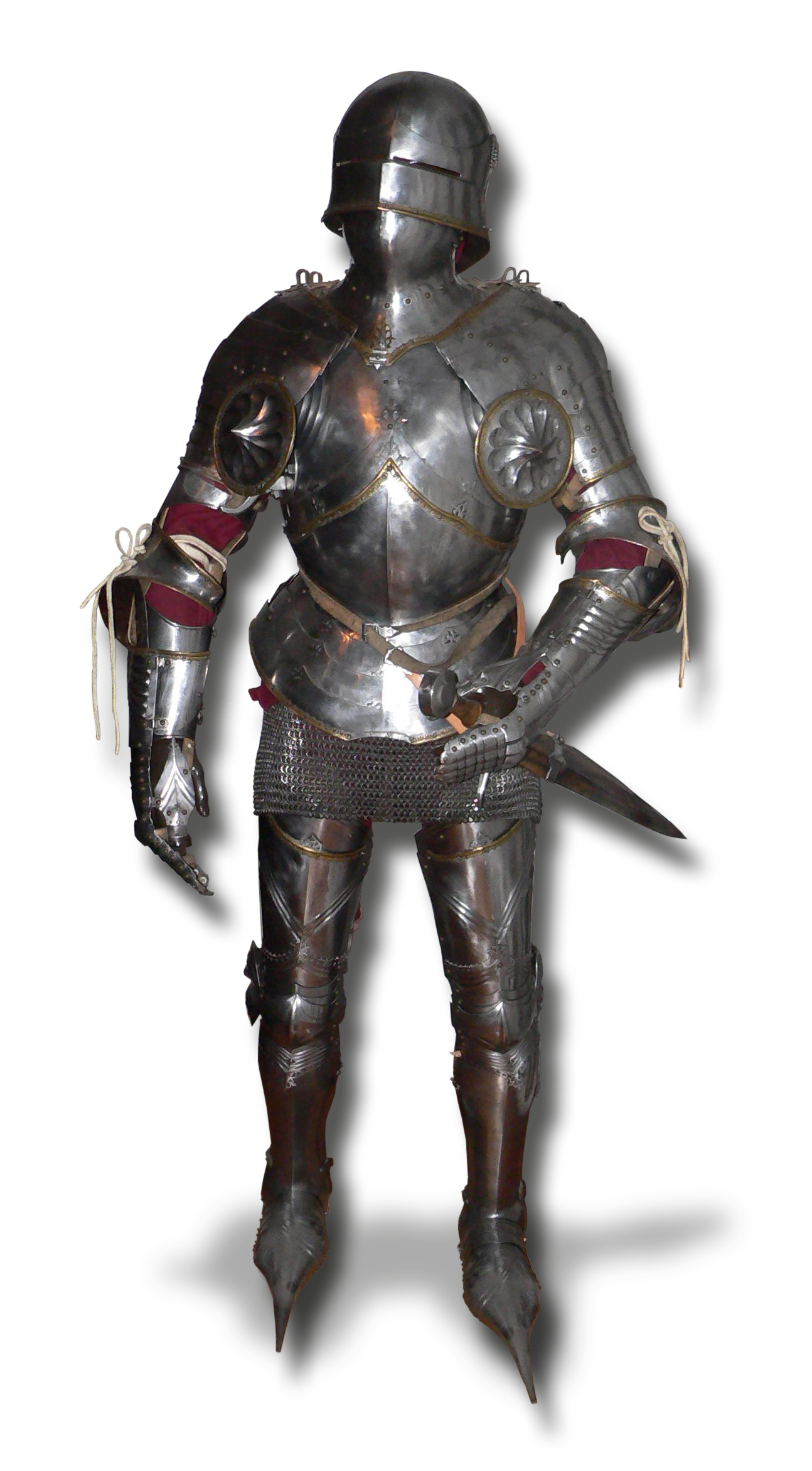
Gotischer Plattenpanzer aus dem Spätmittelalter

Als Plattenpanzer oder Plattenharnisch wird eine aus körpergerecht geformten Metallplatten bestehende Rüstung bezeichnet. Er stellt eine Form von Schutzkleidung dar, die im Kampfeinsatz z. B. vor Stichwaffen schützen soll. Plattenpanzer, die einen Großteil des Körpers schützten, kamen gegen Ende des 14. Jahrhunderts in Westeuropa auf und fanden bis in das 17. Jahrhundert hinein Verwendung. Dabei wurden sie ständig weiter entwickelt, den Plattenpanzer gibt es so gesehen nicht. Während die wichtigsten Teile derartiger Rüstungen meist nur aus einer oder wenigen Stahlplatten bestanden, mussten bestimmte Körperteile durch zahlreiche Metallschienen (Geschübe) oder durch Kettengeflecht geschützt werden, um dem Träger eine möglichst hohe Beweglichkeit zu gewährleisten.

## Erste Plattenrüstungen

### Antike

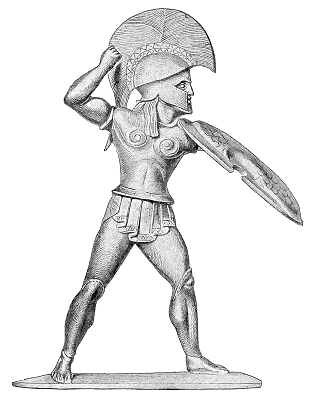
Hoplit mit Helm, Brustpanzer und Beinschienen

Als Körperschutz wurden wahrscheinlich zuerst Metallplatten als Brustplatte verwendet, die vor die Brust gehängt wurden. Als Pectorale finden sie sich noch in der Legion der frühen römischen Republik. Doch bereits in der Bronzezeit entstanden Plattenpanzer, die den Körper umhüllten, vor allem im griechischen Kulturkreis. So kam in Dendra ein mykenischer Glockenpanzer aus dem 14. Jahrhundert v. Chr. ans Licht, welcher allerdings äußerst sperrig und schwer ist (s. Dendra-Rüstung). Seit dem Ende des 8. Jahrhunderts v. Chr. benutzten die Griechen kurze Brustpanzer, oft als Muskelpanzer ausgeführt, zu denen Beinschienen zum Schutz der Unterschenkel und ein Helm getragen wurden. Auf diese Weise schützte sich die schwere griechische Infanterie, die aus den Hopliten bestand. Die bronzene Rüstung der Hopliten – Panhoplia genannt – konnte über 30 kg wiegen und bot den gepanzerten Körperteilen einen exzellenten Schutz gegen die meisten der damals gebräuchlichen Nah- und Fernkampfwaffen.
Auch bei den Römern waren bis zum Untergang des Römischen Reiches Brustpanzer aus Bronze und Eisen gebräuchlich, wozu zum Teil Schienen für die Unterarme und Unterschenkel getragen wurden. Im 2. Jahrhundert v. Chr. – möglicherweise noch früher – entwickelten die Kelten das Kettenhemd, das im selben Jahrhundert auch in der römischen Armee als Lorica hamata Verbreitung fand und zur wichtigsten Rüstungsart der Legionäre wurde. Die Plattenrüstung verlor in der Folgezeit an Bedeutung und wurden lediglich von hohen Offizieren getragen. Die Kettenrüstung wurde wiederum vom 1. bis zum 3. Jahrhundert zeitweilig von einem Schienenpanzer, der Lorica segmentata verdrängt, nur die Kavallerie behielt das Kettenhemd aufgrund der größeren Bewegungsfreiheit bei. In der Spätantike wurde der Schienenpanzer allerdings auch bei der Infanterie wieder zugunsten des Kettenhemds aufgegeben, vermutlich da letzteres einfacher instand zu halten war. Parallel dazu war vor allem bei Kavalleristen der Schuppenpanzer, modern als Lorica squamata bezeichnet, durchgehend in Verwendung.

### Mittelalter
Nach dem Zerfall des Römischen Imperiums war im Frühmittelalter das Kettenhemd lange Zeit der bevorzugte Schutz der wohlhabendsten Krieger bzw. des Adels. Im Hochmittelalter kamen wieder Kettenrüstungen auf, welche fast den gesamten Körper einhüllten. Darunter trug man einen Steppwams (französisch Gambeson oder Aketon), weil eine Kettenrüstung allein nur wenig vor der Wucht von Hiebwaffen schützt. Weitere Metallrüstungsarten, die zu dieser Zeit verwendet wurden, waren Schuppen- und seltener Lamellenpanzer.
Vor dem wuchtigen Aufprall einer Lanze und vor allem vor der im 11. Jahrhundert in Europa aufkommenden Armbrust bot eine Kettenrüstung keinen ausreichenden Schutz. Auch der Langbogen schmälerte den Schutzwert der Kettenrüstung beträchtlich, so dass es erforderlich wurde, eine massivere Rüstungsart zu entwickeln. Bereits im späten 12. Jahrhundert ging man offenbar vereinzelt wieder dazu über, die Brust durch Metallplatten zu schützen.
Im 13. Jahrhundert vollzog sich die allmähliche Entwicklung hin zur Plattenrüstung, die von den Plattnern gefertigt wurde. Zunächst begann man, die Gliedmaßen durch Metallplatten zu schützen. Etwa in der Mitte des 13. Jahrhunderts wurden die Knie durch Platten geschützt (Kniekachel), um 1260 kamen die Ellbogen hinzu (Mäusel). Gegen Ende des 13. Jahrhunderts wurden vereinzelt die Schienbeine durch Metallplatten geschützt, die über oder eventuell unter der Kettenrüstung getragen wurden. Zur selben Zeit wurden auch die Handschuhe durch Metallplatten verstärkt, was aber noch recht selten geschah. Am Ende des 13. Jahrhunderts kamen erste Spangenharnische auf, auch als Plattenrock bekannt. Ein Plattenrock bestand aus mehreren rechteckigen Metallplatten, die sowohl vertikal als auch horizontal an der Innenseite eines Stoff- oder Ledergewandes genietet wurden.
Um 1320 kamen Eisenschuhe auf, und in den 1320er Jahren wurden Armschienen üblich. Seit den 1330er Jahren wurden auch die Waden durch Metallplatten geschützt. Der Schutz für die Hände wurde Mitte des 14. Jahrhunderts durch Fingerhandschuhe verbessert, die komplett aus Platten bestanden. Um 1370 setzte sich schließlich der Brustpanzer (Bruststück) durch. Wenige Jahre später wurde der am Brustpanzer angebrachte Rüsthaken üblich, auf den die Lanze aufgestützt werden konnte. Der einstige Topfhelm wurde durch die Beckenhaube abgelöst, die ursprünglich unter dem Kübelhelm getragen wurde. Diese wurden zuerst durch das Klappvisier und später durch das Absteckvisier zu einem vollwertigen Helm. Die häufigste Visierform, welche an die Schnauze eines Hundes erinnerte, nannte man Hundsgugel.
Die meist adligen Träger waren nun durch eine Vollrüstung geschützt, die aus mehreren Dutzend Metallplatten bestand, welche durch zahlreiche Riemen, Niete und Scharniere flexibel miteinander verbunden waren. Mit der zunehmenden Vervollständigung des Plattenharnischs wurde der bei Kettenpanzern obligatorische Schild immer kleiner, bis man schließlich ganz auf ihn verzichtete. Um die Achseln und den Genitalbereich zu schützen, wurde entweder unter dem Plattenpanzer ein Kettenhemd getragen, oder an diesen Stellen war an dem Steppwams Kettengeflecht angebracht. Zusätzlich befestigte man zum Schutz der Achselhöhlen Metallscheiben an der Rüstung (Schwebescheiben), teilweise vergrößert zu einer am Brustpanzer befestigten Platte vor Schulter und Lanzenarm (Stechachsel).
Die Plattenrüstung ist eine europäische Besonderheit. Ansätze einer vollständigen Plattenpanzerung gab es zwar auch bei den Türken, Persern und Indern, die zum Schutz des Rumpfes und der Gliedmaßen größere Metallplatten an ihren Kettenrüstungen befestigten. Aber nur in Europa fertigte man Rüstungen, die den ganzen Körper mit Metallplatten schützten. Viele Ritter und sonstige Adlige konnten sich eine Rüstung aus Platten allerdings nicht leisten und schützten sich daher nur durch Kettengeflecht.

## Bestandteile und Herstellung von Plattenpanzern

### Eigenschaften der Plattenrüstung
Entgegen weit verbreiteten Vorstellungen war es möglich, in einem für die Schlacht geeigneten Vollharnisch (Feldharnisch) zu laufen, sich hinzulegen, wieder aufzustehen und sogar ohne Hilfe auf ein Pferd zu steigen. Ein spätmittelalterlicher/frühneuzeitlicher Vollharnisch wog durchschnittlich 20 bis 30 Kilogramm. Das Gewicht der maßangefertigten Rüstung war dabei sehr gleichmäßig über den Körper verteilt.
Ein heutiger Soldat mit voller Ausrüstung trägt oftmals ein größeres Gewicht am Körper. Zudem wurden die Adligen seit ihrer Kindheit an das Tragen von Rüstungen gewöhnt. Dem späteren römisch-deutschen Kaiser Karl V. wurde bereits im Alter von zwölf Jahren eine Plattenrüstung geschmiedet, wobei ein Wams und eine Hose von ihm als Vorlage für den Plattner dienten. Das Bizarre daran war, dass er seine Kinderrüstungen nur selten trug, denn die Herstellung seiner allerersten Platte, die ihm im Alter von bereits fünf Jahren angemessen wurde, dauerte derart lange, dass er bereits aus ihr hinausgewachsen war. Die somit nie komplett fertiggestellte Platte ist in der Hof-, Jagd- und Rüstkammer in der Neuen Burg in Wien zu besichtigen.
Das größte Problem an einer Plattenrüstung stellte keineswegs das Gewicht, sondern die Hitzeentwicklung dar. So soll der Herzog von York 1415 in der Schlacht von Azincourt an einem Herzinfarkt gestorben sein, der aus der großen Hitze in seiner Rüstung resultierte. Ein weiteres Problem war Rost, der insbesondere bei hoher Luftfeuchtigkeit entstand. Um eine Plattenrüstung vor dem Verrosten zu schützen, war es üblich, sie zu schwärzen oder anderweitig zu färben.
Die Plattner mussten gute Kenntnisse über den menschlichen Bewegungsapparat besitzen, um möglichst flexible Rüstungen anfertigen zu können. Ein bis heute erhaltener Harnisch des englischen Königs Heinrich VIII. umhüllt seinen Träger vollständig, ist dabei jedoch äußerst beweglich, weshalb er in den 60er Jahren von der NASA ausführlich studiert wurde, um Impulse für die Konstruktion eines effektiven Weltraumanzugs zu liefern.

#### Effektivität
Der hohe Grad an Schutz, den historische Plattenpanzer boten, wurde mittlerweile durch experimentelle Archäologie und Tests belegt. Wie konkrete Tests mit simulierten Klingen an modernen Äquivalenten der historischen Werkstoffe zeigen, benötigt man zum Einkerben einer 1,9 mm dicken und 150HV harten Eisenplatte um 200 J Energie. Die historische Härte der Platten bewegte sich meist zwischen 200 und 300HV (es sind aber auch Brustharnische bekannt bis zu 600HV Härte), der Kohlenstoffgehalt schwankte gewöhnlich zwischen 0,1 und 0,4 % und ihre durchschnittliche Dicke fand sich im Bereich zwischen 1,0 und 1,5 mm – hiermit war der Plattenpanzer faktisch undurchdringlich für jede Art Hieb oder Schnitt. Die einzige Möglichkeit, eine solche Rüstung zu bezwingen, war der Stich (insbesondere in die Lücken an den Scharnieren) bzw. der Schlag gegen stoßempfindliche Körperpartien wie den Kopf oder Brustkorb.
Da der Plattenpanzer an sich den bestmöglichen Schutz gegen Hiebwaffen bot, setzten sich deshalb mit der Entwicklung dieser Rüstungsart in der zweiten Hälfte des 14. Jh. die Schwerter vom Typ XV–XVIII durch. Die Plattenrüstungen wurden in Zweikämpfen oder Duellen in der Regel an ihren schwächsten Stellen durch Dolche, Stangenwaffen, Bohr- und Stichschwerter durchstoßen, wobei in den Fechtbüchern die sog. Halbschwerttechniken (bzw. „Kurzes Schwert zum Kampffechten“) zu Verwendung kommen. Durch das Greifen des Schwertes in der Mitte der Klinge wurden Hebel- und Stoßtechniken eingesetzt, die einen Gegner in der Plattenrüstung entwaffneten, zu Boden brachten, zur Aufgabe zwangen oder (oft letal) verletzten. Die stichoptimierten Schwerter des 15.–16. Jh. wiesen in der Mitte der Klinge eine moderate Schärfe auf, oder gar eine Fehlschärfe, so dass es zu keinen Schnittverletzungen kam, wenn die Waffe sachgemäß eingesetzt wurde. Ringen war hiermit die wichtigste Taktik im Duell gegen Krieger in Plattenrüstung. Meist lief es am Ende darauf hinaus, dass der Kampf beim durch Ringtechniken am Boden fixierten Gegner mit dem Scheibendolch beendet wurde.
Abgesehen von spezialisierten Harnischkampfschwertern waren die effektivsten und beliebtesten Waffen die Mordaxt bzw. der Kriegshammer, die sich im geharnischten Zweikampf einer großen Beliebtheit erfreuten – der Sinn dabei war entweder, den Plattenpanzer an seiner schwächsten Stelle zu durchstechen, oder dem Gegner mit einem Schlag eine stumpfe Prellung (Gehirnerschütterung, Rippenbrüche) zu verpassen, ohne die Rüstung selbst zerstören zu müssen. Das populäre Bild vom Zerbeulen der Plattenrüstung mit einer stumpfen Hiebwaffe und dem Sieg durch „Knockout“ bzw. „Aufbrechen“ der Rüstung durch brutale Gewalt widerspricht zeitgenössischen Quellen und muss hiermit als ein Fantasieprodukt der Moderne betrachtet werden. Die Kräfte, die dazu benötigt werden, um jene Eisenplatten durch Deformierung oder Schneiden zu zerstören, liegen weit außerhalb physischer Möglichkeiten des Menschen, und sind ohne mechanisch-hydraulische Geräte nicht aufzubringen.

### Bestandteile der Plattenrüstung

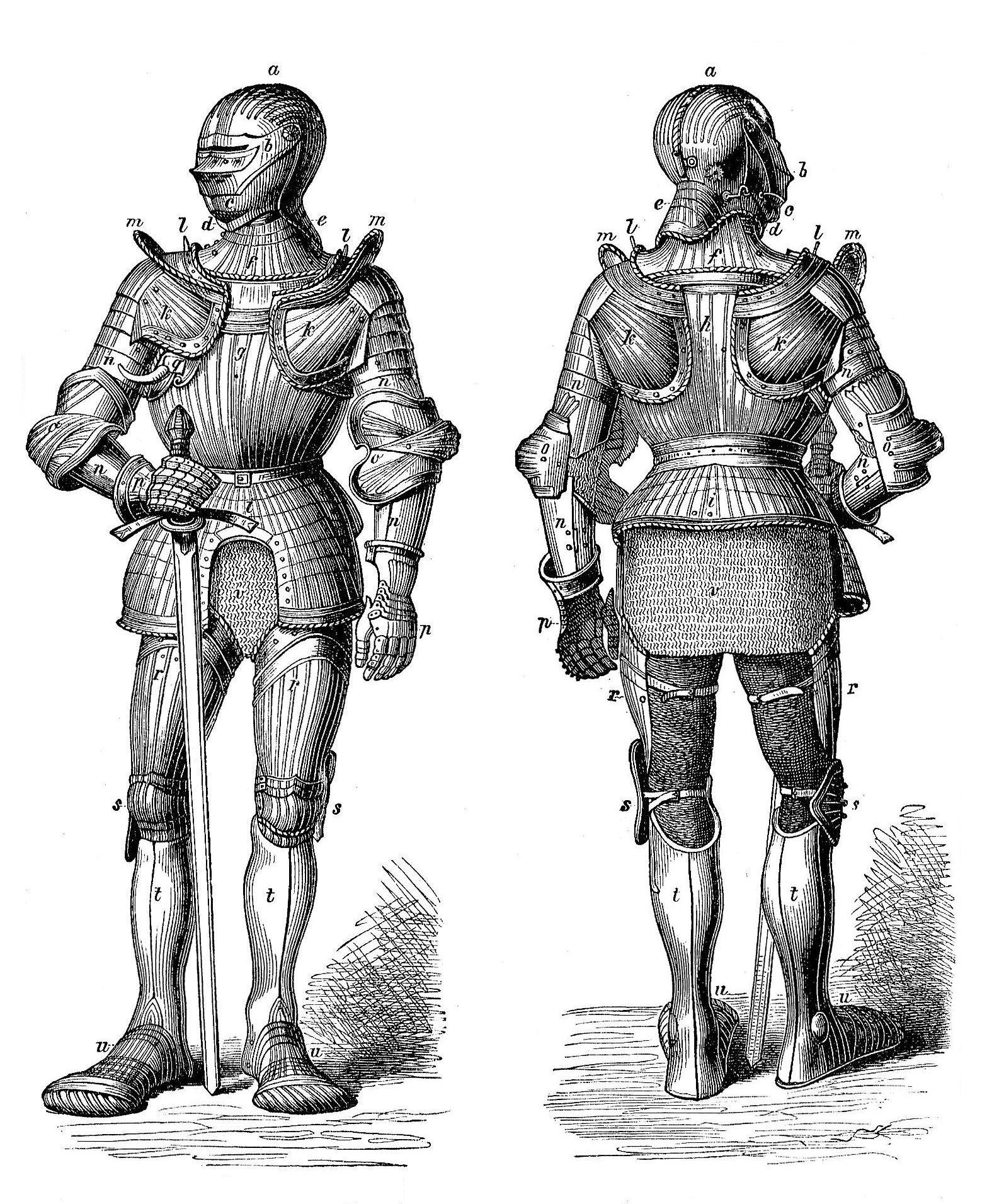
Deutscher Plattenpanzer aus der Zeit Maximilians I. (16. Jahrhundert)
Bildbeschreibung:
A) Helm: a Scheitelstück der Helmglocke, b Visier, c Kinnreff, d Kehlstück, e Nackenschirm, f Halsberge
B) Küriss: g Brust(stück), q Rüsthaken zum Einlegen der Lanze, h Rücken(stück), i Bauchreifen mit Beintaschen u. Gesäßreifen, k Vorder- u. Hinterflüge, l Federstifte zum Festhalten der die Vorder- u. Hinterflüge verbindenden Achselstücke, m Brechränder oder Stoßkragen
C) n Armzeug: Ober- u. Unterarmschienen, o Ellenbogenkacheln bestehend aus den Mäuseln und den ganzen oder halben Muscheln, p gefingerte Handschuhe oder Henzen
D) Beinzeug: r Diechlinge (Schenkelstücke), s Kniebuckel, t Beinröhren, u Eisenschuh
E) v Panzerschurz (succinctorium oder der untere Teil des Kettenhemdes).

Eine vollständige Plattenrüstung bestand in ihrer höchsten, am Anfang des 16. Jahrhunderts erreichten Entwicklung aus folgenden Teilen (vgl. Bild):
- Helm mit Halsberge (Kragenteil), Visier und Nackenschirm
- Brustpanzer mit Plattenschurz aus mehreren Metallreifen und Beintaschen (Tassetten)
- Rückenteil mit einem starren oder mehreren beweglichen Gesäßreifen
- Armkacheln aus Mäusel und Muschel
- Schwebescheiben zum Schutz der Achselhöhlen
- Achseln, an denen Brechränder angebracht werden konnten, zum Schutz der Schulterpartie
- Oberarm- und Unterarm-Röhren, welche zusammen mit den Panzerhandschuhen (als Fausthandschuhe „Henze“ genannt), den Ellenbogenkacheln das Armzeug bilden
- Diechlinge (zum Schutz der Oberschenkel), Kniekacheln, Beinröhren (für die Unterschenkel) und die Eisenschuhe (Bahrenfüsse, Schnabelschuhe, Halbschuhe, Kuhmäuler, Entenschnabelschuhe und Kniestiefel) bilden zusammen das Beinzeug
- Brayette zum Schutz der Genitalien

Den Hals, ursprünglich nur durch die weit hinausreichende Helmbrünne gedeckt, schützte nun die mit dem Helm verbundene Halsberge. Mit derselben hingen oberhalb das aus mehreren übereinander greifenden Querschienen gebildete Kehlstück oder Gurgelplatte, seitlich die Achselstücke (vielfach mit Stauchen od. Brechrändern versehen) zusammen, an die sich vorn und hinten als besonderer Schutz gerundete Platten anschlossen, die Vorder- und Hinterflüge. Da der rechte Vorderflug zum Einsetzen der Lanze etwas kürzer war, schützte man die Achselhöhle durch eine mit einem spitzen Stachel versehene runde Platte, die Schwebescheibe. Die Armschienen bestanden aus dem Ober- und Unterarmzeug (Armröhren) und den sie verbindenden, beweglichen Arm- oder Ellbogenkacheln oder Mäuseln. Die Hände wurden durch eiserne Handschuhe, Gantelets (wenn ungefingert, Henzen genannt), geschützt. Brust- und Rückenstück des Harnisches, an denen sich meist Rüsthaken zum Auflegen der Lanzen befanden, waren durch Riemen miteinander verbunden und bestanden wohl aus einem beweglich übereinander greifenden Schienengeschübe, das man nach seiner Zusammensetzung Krebs nannte. Von anderen werden nur die in gleicher Weise zusammengesetzten Beinlaschen Krebse genannt.
Sie wurden an dem vom Harnisch zu beiden Seiten über die Lenden fallenden, gleichfalls aus beweglichen Querschienen bestehenden Bauchschurz, auch Leib- und Hinterreifen genannt, mit Riemen befestigt. Die Geschlechtsteile schützte eine Schamkapsel, entweder aus einem Stück oder aus Maschengeflecht bestehend. Die Bedeckung der Beine (Beinzeug) zerfiel in drei Hauptteile: die Diechlinge für die Oberschenkel, die Kniebuckel, Kniekacheln (genouilliére) oder -Kapseln und die Beinröhren (Beinschienen, Beinberge) für die Unterschenkel. Daran waren die Eisenschuhe befestigt, die früher mit langem Schnabel (Schnabelschuhe), etwa seit 1490 vorn stumpf waren (Kuhmäuler, Bärenklauen).

### Das Schmieden von Plattenrüstungen

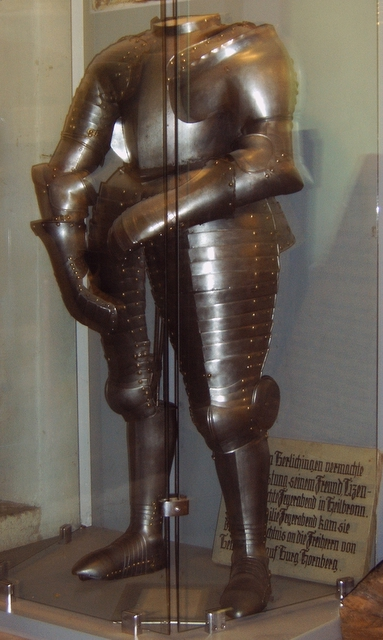
Originalrüstung von Götz von Berlichingen. Museum Burg Hornberg

Die Hersteller von Plattenpanzern wurden in Deutschland Plattner genannt und waren in Zünften organisiert. Die Plattner kauften die zur Herstellung eines Harnisches nötigen Stahlplatten in der Regel von Großschmieden.
Der Plattner bestimmte zunächst die Körpermaße seines Kunden. Konnte ein Kunde nicht persönlich erscheinen, ließ er dem Plattner zumindest Kleidungsstücke von sich zukommen. Entsprechend den Maßen zeichnete der Plattner ein Muster auf die Stahlplatten und löste den markierten Teil mit Meißeln und Metallscheren heraus. Dann wurden die Platten erhitzt und grob in die gewünschte Form gehämmert. Die Feinarbeit führten der Plattner und seine Mitarbeiter auf verschiedenen Ambossen mit kleinen Hämmern aus. Sie glühten die Platten dabei immer wieder aus, doch erfolgte ein Großteil der Arbeit am erkalteten Metall. Waren sämtliche Rüstungsteile fertiggestellt, wurde überprüft, ob sie ausnahmslos zusammenpassten und Nacharbeiten durchgeführt. Schlosser brachten Niete, Lederriemen und Scharniere an den Platten an. Danach wurden die Platten an lederbezogenen Holzscheiben poliert und gegebenenfalls mit Verzierungen versehen. Zusätzlich konnte der Plattner die Rüstungsteile schwarzfärben, was auch als Rostschutz diente. Dazu wurden Ölmischungen in die Platten eingebrannt. Auch eine blaue Färbung war möglich, indem erhitzte Platten im kalten Wasser abgeschreckt und wieder angelassen wurden. Rüstungen, die für das einfache Fußvolk gedacht waren, wurden auch lediglich mit Farbe bestrichen. Als letzter Arbeitsschritt ließ der Plattner die Rüstungsteile mit einem Futter aus Wolle oder Pflanzenfasern auspolstern, das mit Leinen, Tuch oder Seide überzogen wurde.

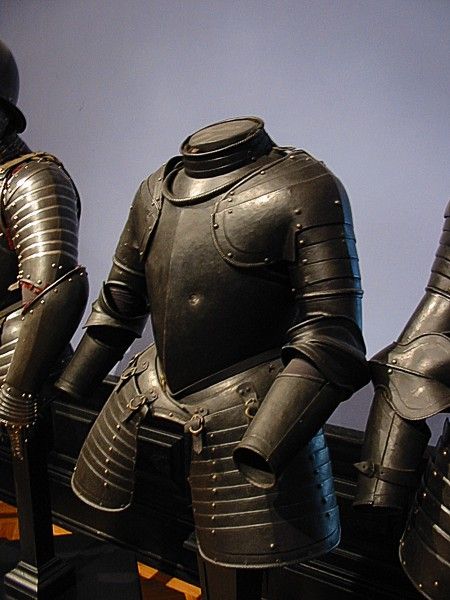
Halbharnisch mit Beschussprobe

Qualitativ hochwertige Plattenpanzer wurden im 15. Jahrhundert gegen Armbrustbolzen, im 16. und 17. Jahrhundert gegen Arkebusen- und Pistolenschüsse getestet. Wenn der Bolzen bzw. die Kugel vom Brustpanzer abprallte, wurde dieser mit dem Beschaustempel der entsprechenden Plattnerzunft versehen, welcher meist Bezug auf die Heimatstadt der Zunft nahm. Nur wenige Rüstungen konnten erfolgreich gegen Musketenschüsse getestet werden. Im 19. Jahrhundert wurde für die Kürasse ebenfalls eine Beschussprobe durchgeführt. Die Herstellung eines maßgefertigten Harnisches nahm meist mehrere Monate in Anspruch. Die Kosten für Plattenrüstungen konnten gewaltig sein. In der Regel kosteten sie mindestens so viel, wie ein damaliger Handwerksmann in mehreren Jahren verdiente. Seit dem frühen 16. Jahrhundert gab es Massenanfertigungen von Harnischen, die deutlich günstiger als die für den Adel maßgefertigten geschmiedeten Rüstungen waren. Dafür waren sie oftmals sperriger und boten weniger Schutz. (1512 bestellte Heinrich VIII. für sein Fußvolk 2.000 derartige Rüstungen, die in Florenz geschmiedet wurden.)
Hier wurde Serienfertigung betrieben, womit mehrere Meister beschäftigt waren. Es wurden unterschiedlich große Formen gefertigt, und das Eisen wurde mittels eines Gegenstücks im warmen Zustand in die Form gepresst, heute Gesenk genannt.

### Produktionszentren
Bereits im frühen 15. Jahrhundert wurden Norditalien und Süddeutschland führend in der Produktion von Harnischen. Italienische Rüstungen waren bereits seit dem späten 13. Jahrhundert nach ganz Europa exportiert worden. Bedeutende Zentren der Harnischproduktion waren in Italien Mailand, Brescia, Florenz, Genua, Venedig, Modena und Rom, wobei die mailändischen Schmieden führend waren. Die wichtigsten Produktionszentren auf deutschem Boden waren Augsburg, Landshut und Nürnberg. Zu einer herausragenden Stellung brachte es darüber hinaus die Hofschmiede in Innsbruck, die Maximilian I. 1504 ins Leben rief. Kleinere Zentren existierten in Köln, Ulm, Wien, Magdeburg und Lübeck.
Auch in anderen Ländern entstanden große Rüstungsschmieden, die meist von italienischen oder deutschen Meistern geleitet wurden. In Anlehnung an Maximilian richtete Heinrich VIII. von England im Jahre 1515 eine königliche Schmiede in Greenwich ein, in der vor allem Deutsche und Niederländer tätig waren. Auch die schottischen Könige unterhielten eigene Schmieden. Jakob IV. ließ seine Harnische seit 1502 in Edinburgh anfertigen, sein Nachfolger Jakob V. eröffnete 1531 in Holyrood eine weitere Hofschmiede. Französische Rüstungen wurden vor allem in Paris, aber auch in Saint-Quentin, Tours und Rouen hergestellt. In der Plattnerei zu Lyon wurden mailändische Schmiede beschäftigt. Osteuropäische Rüstungen stammten meist aus Krakau.

## Arten von Plattenpanzern
Bereits im 15. Jahrhundert bildeten sich verschiedene Arten von Plattenrüstungen heraus, die für einen speziellen Verwendungszweck konzipiert worden waren. Die für den Einsatz in der Schlacht verwendeten Rüstungen der schweren Reiterei wurden Feldharnische oder Feldkürisse genannt. Für den Kampf zu Fuß trugen die Kämpfer einen Fußküriss. Es existierten verschiedene Arten von Feld- und Fußkürissen, darüber hinaus wurden Turnier- und Paraderüstungen hergestellt, die meist nicht für den Kriegsgebrauch geeignet waren. Auch Schlachtrösser konnten seit dem späten 14. Jahrhundert durch eine Plattenpanzerung geschützt werden.

### Turnierharnische
Im 15. Jahrhundert kamen Plattenrüstungen auf, die speziell für den Gebrauch auf Turnieren angefertigt wurden. Für den Kampf zu Pferd fand der so genannte Stechküriss Verwendung, der über 40 Kilogramm wiegen konnte. Er schränkte Beweglichkeit und Sichtfeld des Trägers deutlich stärker ein, als dies bei einem Feldküriss der Fall war. Allein der Helm eines Stechkürisses konnte über 10 Kilogramm wiegen und verfügte oftmals über eine Seitenklappe, um zwischen den einzelnen Durchgängen für Frischluft im Helm zu sorgen. Die Schulter- und Brustpartie auf der linken Körperseite wurde bei einer solchen Rüstung besonders stark geschützt, weshalb bei den meisten Stechkürissen eine deutliche Asymmetrie vorliegt. Ab 1490 kamen auch für das Turnier spezialisierte Plattenrüstungen auf. Manche Reiterharnische waren nicht nur für die Schlacht, sondern auch für das Turnier zu Pferd geeignet. Daneben existierten Fußturnier-Rüstungen, die als Kempfkürisse bezeichnet wurden. Bei den Kempfkürissen wurde auf den Rüsthaken verzichtet, da die Lanze im Fußturnier nicht zum Einsatz kam. Kempfkürisse waren meist symmetrisch gestaltet und glichen im Wesentlichen einem vollständigen Fußküriss. Gegen Ende des 16. Jahrhunderts kamen Turniere beim europäischen Adel außer Mode, was zur Einstellung der Produktion von Turnierrüstungen führte.

### Paradeharnische

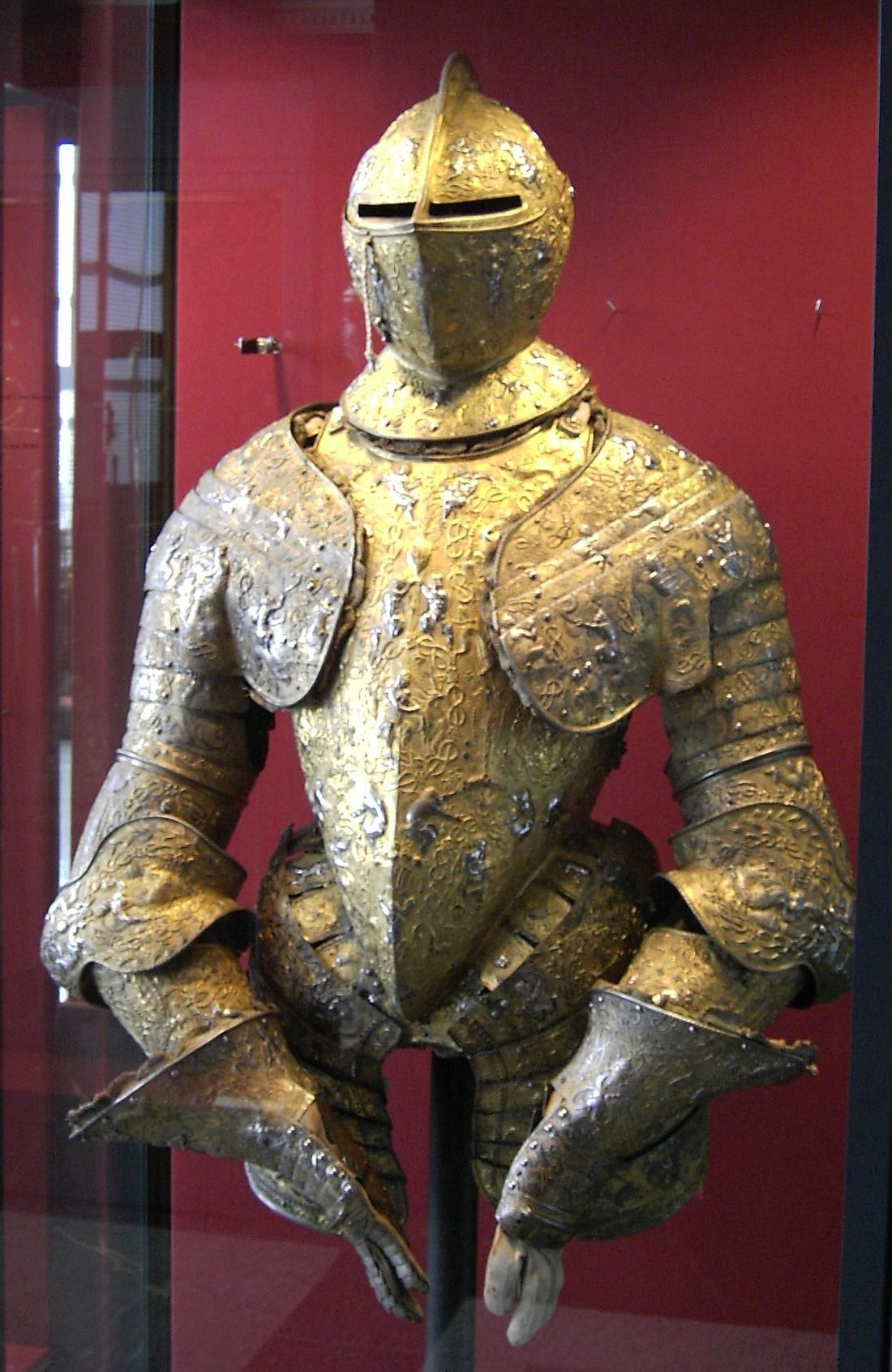
Paradeharnisch

Besonders wohlhabende Adlige ließen sich prunkvoll verzierte Harnische anfertigen, die um ein Vielfaches teurer sein konnten als ein gewöhnlicher Feldharnisch. Die Ätzungen und Stiche auf diesen Prunkrüstungen stammten oftmals von berühmten Künstlern der damaligen Zeit. Dabei waren Motive aus der römischen und griechischen Antike sowie biblische Szenen besonders beliebt. Diese Rüstungen dienten meist repräsentativen Zwecken, einige von ihnen konnten aber auch im Kampf getragen werden. Eine besondere Erscheinung waren die so genannten gepufften und geschlitzten Harnische, die bis circa 1530 angefertigt wurden. Diese grotesk anmutenden Plattenpanzer ahmten die Bekleidung der Landsknechte nach und verfügten deshalb über gewaltige Armteile und angedeutete Schlitze. Solche Harnische werden auch als Kostümharnische bezeichnet. Oftmals gingen mit diesen Kostümharnischen auch äußerst groteske Gesichtshelme einher. Diese Helme hatten anstatt eines Visiers ein fratzenschneidendes Gesicht mit nur sehr kleinen Sehlöchern und Atemschlitzen.

### Harnischgarnituren
Zu Beginn des 16. Jahrhunderts wurde es Mode, sich eine ganze Harnischgarnitur anfertigen zu lassen. Diese konnte aus über hundert Einzelteilen bestehen, die man je nach Bedarf zu einem Feld-, Fuß- oder Turnierharnisch zusammensetzen konnte. Dabei konnte unter anderem zwischen verschiedenen Turnierhelmen und Verstärkungsplatten für den Brustpanzer gewählt werden. Die Garnitur wurde in der Regel nach ihrem wichtigsten Dekorelement benannt, wie zum Beispiel die 1547 geschmiedete Adler-Garnitur, die aus 87 Einzelteilen besteht. Aus ihr lassen sich drei verschiedene Turnier- und fünf verschiedene Feldharnische zusammenstellen.

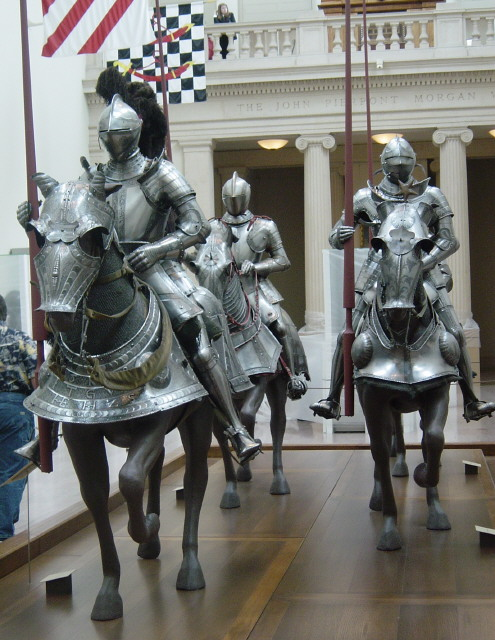
Ross- und Feldharnische des 16. Jahrhunderts im Metropolitan Museum of Art in New York City

### Halb- und Dreiviertelharnische
Als Halbharnisch bezeichnet man eine Plattenrüstung, bei der das Beinzeug gänzlich fehlt. Dies war oftmals der beste Schutz, den sich ein einfacher Fußsoldat leisten konnte. Schlichte Halbharnische wurden in großen Mengen angefertigt und waren nicht annähernd so kunstvoll geschmiedet wie die maßgefertigten Harnische für den Adel. Der größte Teil des Fußvolkes war aber höchstens mit einer Art Schuppenpanzer (Brigantine) oder einer ähnlich billigen Rüstung ausgestattet. Im 16. Jahrhundert wurde es auch bei Infanterie-Offizieren üblich, einen Halbharnisch zu tragen. Manche Adlige ließen sich als Prunkrüstung einen besonders aufwändig gefertigten Halbharnisch schmieden. Darüber hinaus konnte aus einer Harnischgarnitur ein Halbharnisch zusammengestellt werden, der meist als Fußküriss verwendet wurde.
Bei den Dreiviertelharnischen fehlte das Unterbeinzeug, so dass sie nur bis zu den Knien reichten. Anstelle von Beinröhren für die Unterschenkel und Eisenschuhen trug man schwere Lederstiefel, zudem verzichteten viele Reiter auf die Eisenhandschuhe. In der Mitte des 16. Jahrhunderts setzte sich der Dreiviertelharnisch bei den leichten Lanzenreitern und Kürassieren durch, während viele schwere Lanzenreiter weiterhin einen vollständigen Küriss trugen. Im späten 16. Jahrhundert gingen die Schützen zu Pferd, also die Kürassiere und Arkebusierreiter, dazu über, sich mit einem Trabharnisch zu schützen. Dabei handelte es sich um einen Dreiviertelharnisch ohne Rüsthaken, der Beintaschen und Diechlinge zu langen Schößen vereinte, die aus über 14 Platten bestehen konnten und meist durch Kniekacheln vervollständigt wurden. Die Schöße wurden in Kniehöhe an die Beine gebunden. Trabharnische kamen bis zur Mitte des 17. Jahrhunderts zum Einsatz und fanden auch bei Infanterieoffizieren Verbreitung.

### Rossharnische
Im 14. Jahrhundert ging man dazu über, auch Schlachtrösser mit einem Plattenpanzer zu schützen, da Pferde in der damaligen Kriegsführung äußerst wichtig waren und in der Schlacht oftmals gezielt angegriffen wurden. Ein Rossharnisch wog annähernd so viel wie ein Vollharnisch für einen Menschen, also circa 20 bis 30 Kilogramm. Er bedeckte einen Großteil des Pferdekörpers mit Ausnahme der Beine. Es soll auch Rossharnische mit voll beweglichen Beinteilen gegeben haben, was aber noch nicht belegt werden konnte. Rossharnische konnten prunkvoll verziert werden, meist geschah dies im stilistischen Einklang mit dem Harnisch des Reiters.

## Stilistische Entwicklung des Plattenpanzers

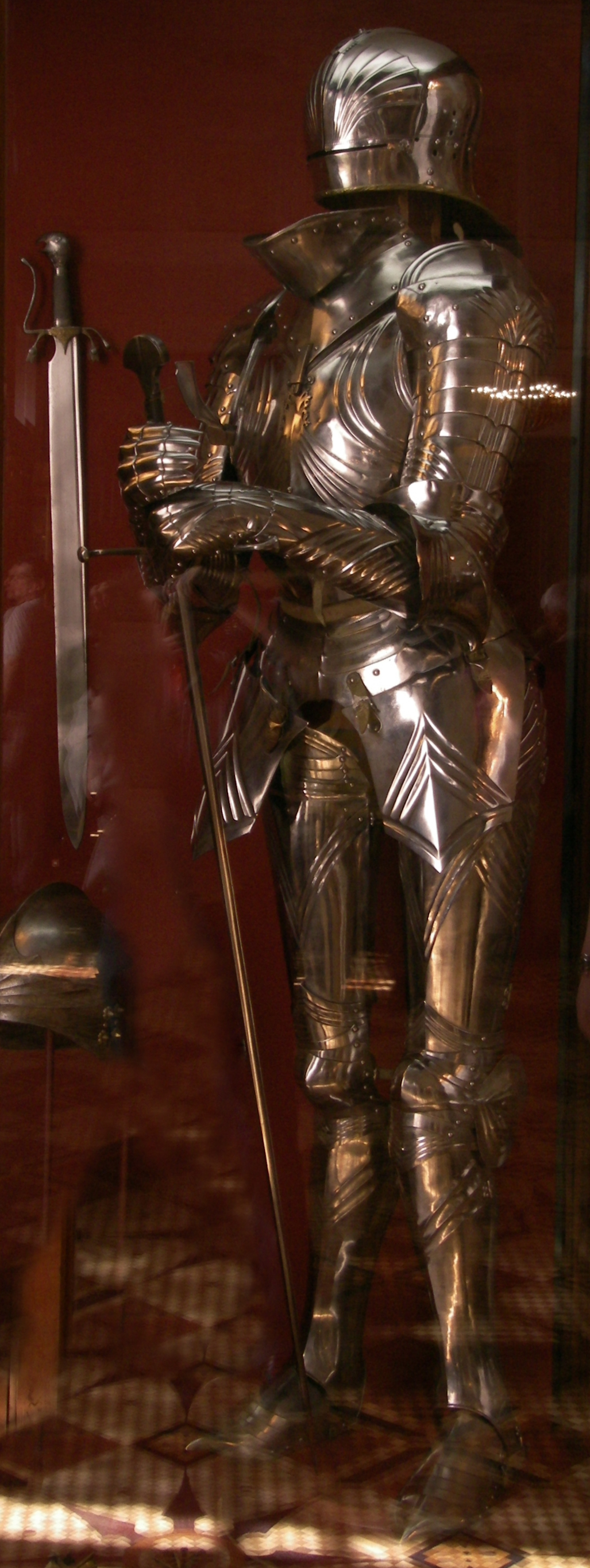
Gotischer Plattenpanzer

Es fällt auf, dass bereits die bronzenen Brustpanzer der Griechen und später auch der Römer von der damaligen Kunst beeinflusst waren – so wurde auf der Oberfläche des Panzers die Muskulatur des Trägers nachgeformt (Muskelpanzer), wobei oftmals stark idealisiert wurde. Ähnliche Tendenzen sind auch in der griechischen und römischen Bildhauerei zu beobachten.
Als die ersten Vollharnische Ende des 14. Jahrhunderts aufkamen, wirkten diese zunächst recht grob und kantig. So verwundert es nicht, dass die ersten Brustpanzer im deutschen Sprachraum als „Kastenbrust“ bekannt waren. Diese frühen Brustpanzer verjüngten sich zur Taille hin abrupt, was im Europa des späten 14. Jahrhunderts als modisch empfunden wurde. Bereits in der ersten Hälfte des 15. Jahrhunderts kamen von Italien ausgehend Plattenpanzer mit abgerundeten Formen auf. Die italienischen Harnische waren in der Regel asymmetrischer als die in Deutschland produzierten. Charakteristisch war ihr wuchtiges Erscheinungsbild.
In der zweiten Hälfte des 15. Jahrhunderts kam der so genannte gotische Rüstungsstil (in Anlehnung an die Kunstepoche der Gotik) auf, der besonders in Deutschland vorherrschte. Die gotischen Harnische waren recht schlank und filigran gearbeitet. Das Brustteil war geschiftet und die Eisenschuhe ahmten mit ihren langen, absteckbaren Spitzen die damals üblichen Schnabelschuhe nach. Die stromlinienförmige Schaller vervollständigte die Rüstung. Infolge der Renaissance setzten sich Harnische durch, die deutlich runder und körperlicher waren als die der Spätgotik.

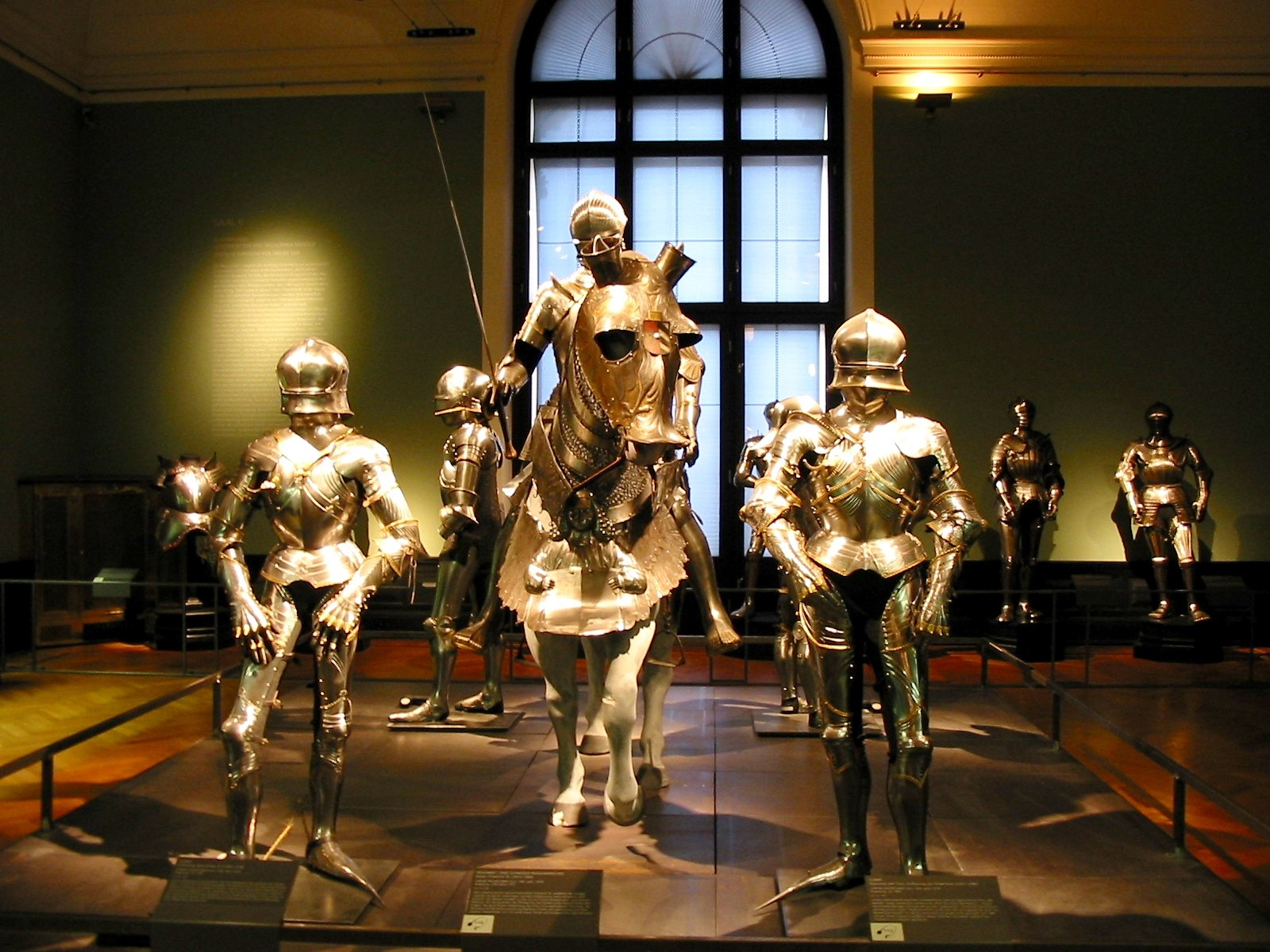
Rüstungen in der Neuen Burg in Wien. Im Vordergrund sind zwei gotische Harnische mit Schnabelschuhen und Schallern zu sehen. Der Reiter trägt die Rüstung von Maximilian I.

Zu Beginn des 16. Jahrhunderts wurde der Riefelharnisch sehr beliebt, der fast an seiner gesamten Oberfläche geriffelt war, was sehr dekorativ wirkte. Dazu trug man Eisenschuhe mit besonders breiter Spitze. Sie wurden den damaligen „Kuhmaulschuhen“ nachempfunden, diese erfreuten sich damals großer Beliebtheit. Die Herstellung von Riefelharnischen war dermaßen teuer, dass sie bereits um 1540 gänzlich eingestellt wurde. Im selben Jahrhundert kopierte man zum wiederholten Male Zivilkleidung, indem man Brustpanzer mit einem so genannten Gansbauch versah. Auch bei dem am Brustpanzer angebrachten Tonnenrock handelte es sich um die eiserne Nachbildung eines damals üblichen Kleidungsstücks. Der Tonnenrock wurde in erster Linie beim Fußturnier getragen. Damit man aber mit ebendiesen Tonnenröcken auch reiten konnte, versah man diese Röcke mit abnehmbaren Öffnungen vorne und hinten, die exakt auf die Sitzposition zu Pferd angepasst waren.
Der Einfluss der Renaissance zeigt sich insbesondere bei den Prunkharnischen des 16. Jahrhunderts, die oftmals antiken Rüstungsteilen nachempfunden waren und auf denen Szenen aus der griechischen und römischen Geschichte oder Mythologie abgebildet waren. Solche Rüstungen wurden vor allem in Italien hergestellt, wo sie als „all'antica“ oder „alla romana“ bekannt waren. Manche Paradeharnische wurden mit einem Brustpanzer versehen, auf dem nach antikem Vorbild die menschliche Bauch- und Brustmuskulatur nachgebildet worden war. Dieser Stil war in Italien als „all'eroica“ bekannt.
Gegen Ende des 16. Jahrhunderts machte sich die beginnende Kunstepoche des Barock auch bei den Plattenrüstungen bemerkbar. So wurden starke Hell-Dunkel-Kontraste und ausladende Formen sehr beliebt. Im Verlauf des 17. Jahrhunderts wurden die meisten Rüstungen immer schlichter und funktionaler, bis sie fast gänzlich außer Gebrauch kamen. Die letzten für das Feld geeigneten Harnische ahmten die zivile Mode in keiner Weise mehr nach, und ihre als Rostschutz gedachte Schwärzung ist als einziges dekoratives Element auszumachen.